# Phyllomyza luteipalpis
Phyllomyza luteipalpis är en tvåvingeart som beskrevs av Malloch 1914. Phyllomyza luteipalpis ingår i släktet Phyllomyza och familjen sprickflugor.
Artens utbredningsområde är Taiwan. Inga underarter finns listade i Catalogue of Life.